# Pfarrhaus (Prittriching)

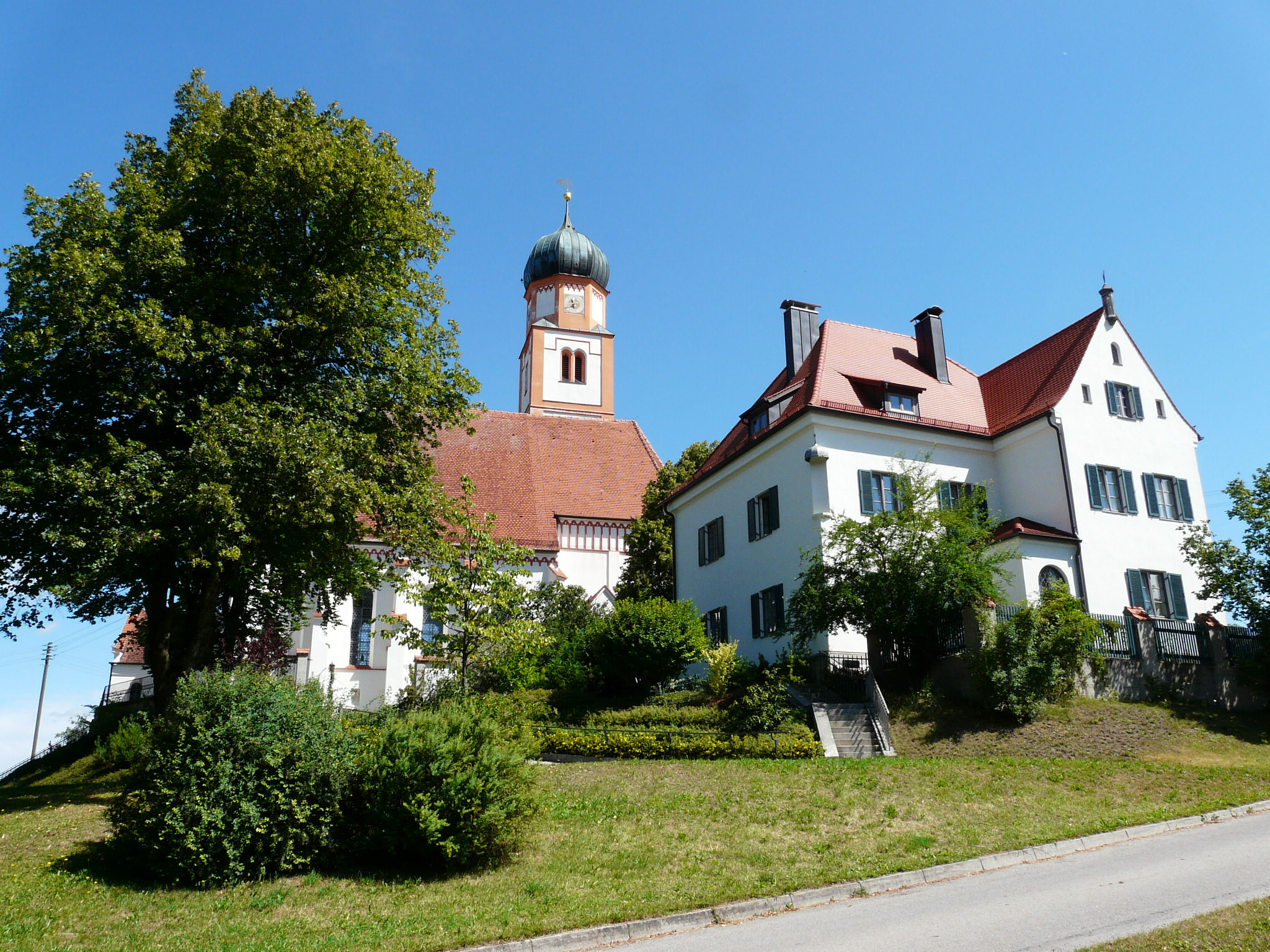
Pfarrhaus in Prittriching, dahinter die Pfarrkirche St. Peter und Paul

Das Pfarrhaus in Prittriching, einer Gemeinde im oberbayerischen Landkreis Landsberg am Lech, wurde 1905/06 anstelle eines Vorgängerbaus errichtet. Das Pfarrhaus an der Kirchbergstraße 9, südlich der katholischen Pfarrkirche St. Peter und Paul, ist ein geschütztes Baudenkmal.

## Beschreibung
Der zweigeschossige Walmdachbau über hakenförmigem Grundriss wurde nach Plänen des königlichen Bauamtes in Weilheim errichtet. Als Gliederungselement dient ein umlaufendes, profiliertes Kastengesims. An der Südseite springt ein breiter Anbau mit Satteldach und mehrseitigem Giebelreiter vor. Im Zwickel ist der gemauerte Eingangsbereich mit Walmdach, Rundbogenfenstern und Holztür. In der östlichen Traufe ist eine Aufzugsgaube mit Treppengiebel und stichbogiger Ladeluke. 